# Sastavci
Sastavci är en ort i Bosnien och Hercegovina.   Den ligger i entiteten Republika Srpska, i den sydöstra delen av landet, 90 km öster om huvudstaden Sarajevo. Sastavci ligger 404 meter över havet och antalet invånare är 270.
Terrängen runt Sastavci är huvudsakligen kuperad. Sastavci ligger nere i en dal. Runt Sastavci är det ganska tätbefolkat, med 104 invånare per kvadratkilometer.. Närmaste större samhälle är Rudo, 8,2 km nordväst om Sastavci. 
Omgivningarna runt Sastavci är en mosaik av jordbruksmark och naturlig växtlighet.